# Вімблдонський турнір 1893
Вімблдонський турнір 1893 — 17-й розіграш Вімблдону. Турнір проходив з 10 до 20 липня. Лотті Дод знову захистила свій титул у жіночому одиночному розряді, а Джошуа Пім виграв обидва турніри, у яких брав участь: в одиночному та в парному (разом із Френком Стокером) розрядах.

## Дорослі

### Чоловіки, одиночний розряд
Джошуа Пім переміг у фіналі  Вілфреда Бедделі, 3–6, 6–1, 6–3, 6–2.

### Жінки, одиночний розряд
Лотті Дод перемогла у фіналі  Бланш Бінґлі, 6–8, 6–1, 6–4.

### Чоловіки, парний розряд
Джошуа Пім /  Френк Стокер перемогли у фіналі пару  Ернест Льюїс /  Гарольд Барлоу, 4–6, 6–3, 6–1, 2–6, 6–0.